# Hockeria liberator
Hockeria liberator är en stekelart som först beskrevs av Walker 1862.  Hockeria liberator ingår i släktet Hockeria och familjen bredlårsteklar. Inga underarter finns listade i Catalogue of Life.